# Ombú (Entre Ríos)
Ombú é uma junta de governo da província de Entre Ríos, na Argentina.